# Fu Haifeng
Fu Haifeng - en xinès: 傅海峰; en pinyin: Fù Hǎifēng; en cantonès: Fu6 Hoi2 Fung1 - (Jieyang, província de Guangdong, República Popular de la Xina, 23 d'agost de 1983) és un jugador de bàdminton xinès, guanyador de dues medalles olímpiques. Al llarg de la seva carrera ha guanyat cinc medalles en el Campionat del Món de bàdminton, quatre d'elles d'or; i dues medalles d'or en els Jocs Asiàtics.
Va participar, als vint anys, als Jocs Olímpics d'Estiu de 2004 realitzats a Atenes (Grècia), on fent parella amb Cai Yun fou eliminat als quarts de final. En els Jocs Olímpics d'Estiu de 2008 realitzats a Pequín (República Popular de la Xina) aconseguí, al costat de Yun, guanyar la medalla de plata en perdre la final de la competició olímpica davant la parella indonèsia formada per Hendra Setiawan i Markis Kido. En els Jocs Olímpics d'Estiu de 2012 celebrats a Londres (Regne Unit) va aconseguir, novament amb Yun, la medalla d'or en guanyar en la final el danesos Mathias Boe i Carsten Mogensen.